# Anochetus inermis
Anochetus inermis är en myrart som beskrevs av Andre 1889. Anochetus inermis ingår i släktet Anochetus och familjen myror. Inga underarter finns listade i Catalogue of Life.